# Uso congoleño

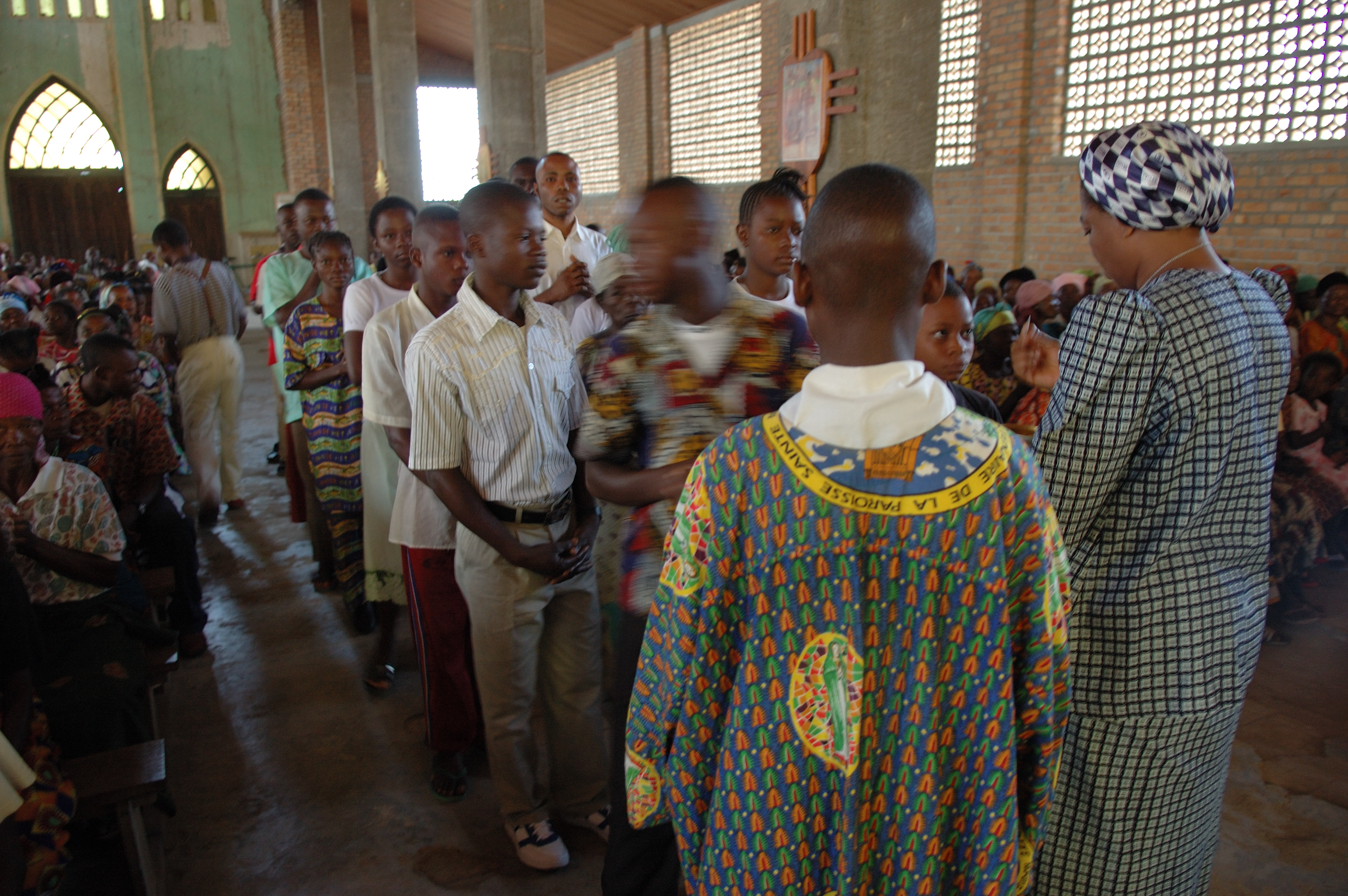
Comunión en una iglesia de la provincia de Tshopo.

Se llama uso congoleño o uso de Zaire a la celebración de la misa de acuerdo con el Misal Romano para las diócesis de Zaire (actualmente República Democrática del Congo), una adaptación debidamente aprobada del Misal Romano.
Es una variación del rito romano, no un rito latino distinto como el rito ambrosiano o el rito mozárabe.

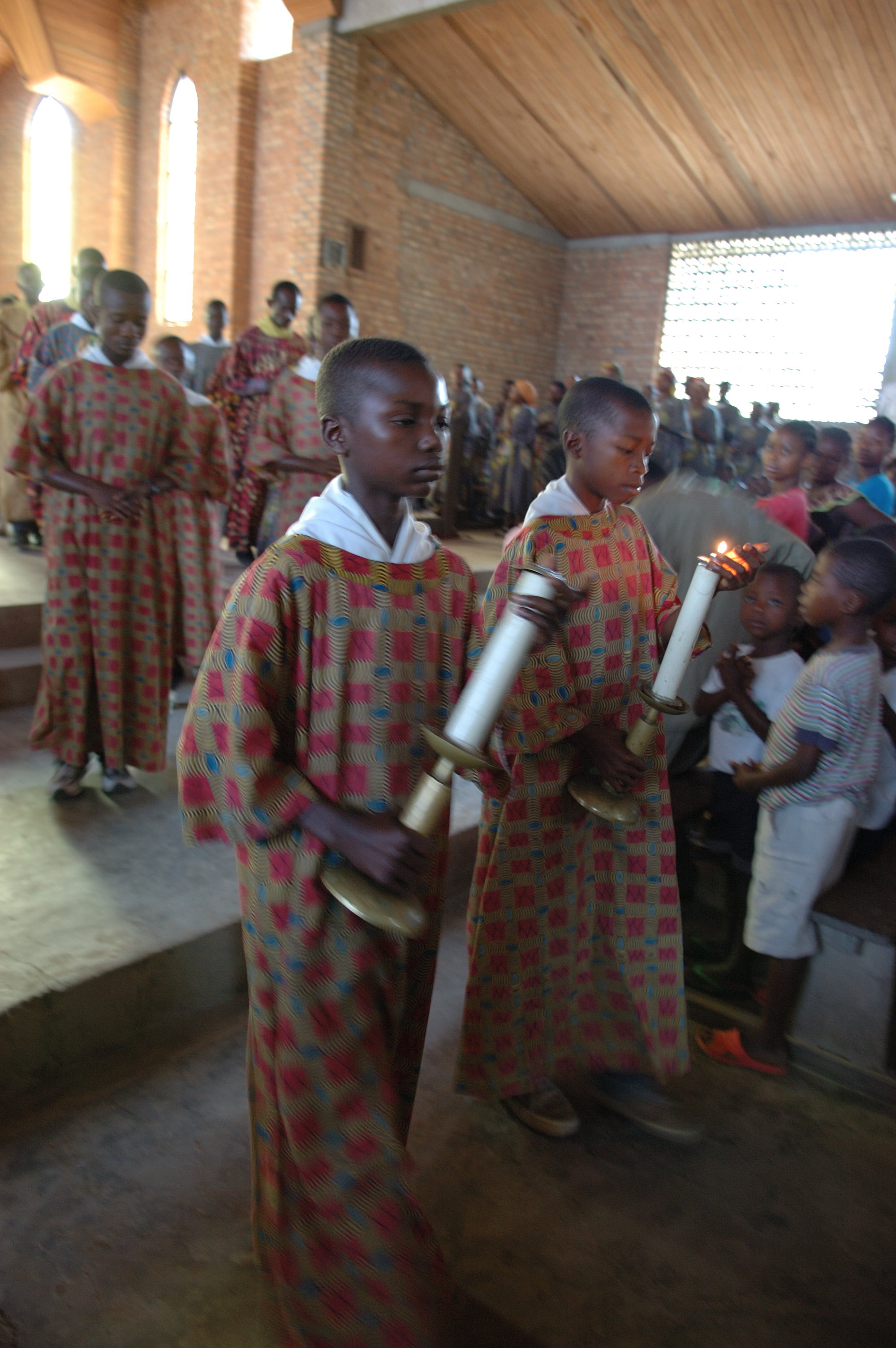
Monaguillos en una iglesia de la provincia de Tshopo.

## Aprobación
El Concilio Vaticano II en su constitución conciliar Sacrosanctum Concilium para una revisión de la liturgia de la misa del rito romano decretó: «Salvada la unidad sustancial del rito romano, se admitirán variaciones y adaptaciones legítimas a los diversos grupos, regiones, pueblos, especialmente en las misiones»; e indicó que corresponde a la conferencia episcopal determinar qué en este ámbito puede ser convenientemente admitido al culto divino y proponer a la Santa Sede las adaptaciones que estime útiles o necesarias, para ser introducidas con su consentimiento.
Este consentimiento fue otorgado por la Congregación para el Culto Divino y la Disciplina de los Sacramentos el 30 de abril de 1988 para el Misal Romano para las diócesis de Zaire, y no para un "rito zaireño de la celebración eucarística", como se propuso anteriormente.
La celebración de la misa en esa forma fue experimentada en forma provisional en la arquidiócesis de Kinsasa y en la mayoría de las diócesis del país desde 1977.

## Particularidades
El uso congoleño incorpora elementos de la cultura del África Subsahariana, en un intento de inculturar el misal romano en un contexto africano, inspirado por la reforma litúrgica iniciada en el Concilio Vaticano II.
La participación del pueblo se expresa incluso mediante la danza: gestos y movimientos que expresan la participación de todo el cuerpo en la oración, como es habitual en las celebraciones litúrgicas en muchos países africanos, y que no debe confundirse con lo que en la cultura europea se llama "bailar", como indicó el papa Benedicto XVI.
Otra particularidad es la invocación de los "antepasados de recto corazón" después de invocar a los  "santos patriarcas y profetas", los "santos apóstoles y evangelistas" y "todos los santos del cielo".
Además, cada lector recibe una bendición del sacerdote antes de ir a leer.